# رخي الشمري
رخي الشمري (مواليد 15 نوفمبر 1996) لاعب كرة قدم سعودي يجيد اللعب في مركز الهجوم ، ويلعب حاليًا لنادي اللواء.

## مسيرة اللاعب
كانت بداياته مع نادي الجبلين و لعب بعدها مع نادي الشباب ونادي الجبلين ونادي الرياض ونادي النجمة ونادي الترجي ونادي الساحل ونادي اللواء.

## روابط خارجية
- رخي الشمري على موقع Soccerway.com (الإنجليزية)